# Jean-Luc Moudenc

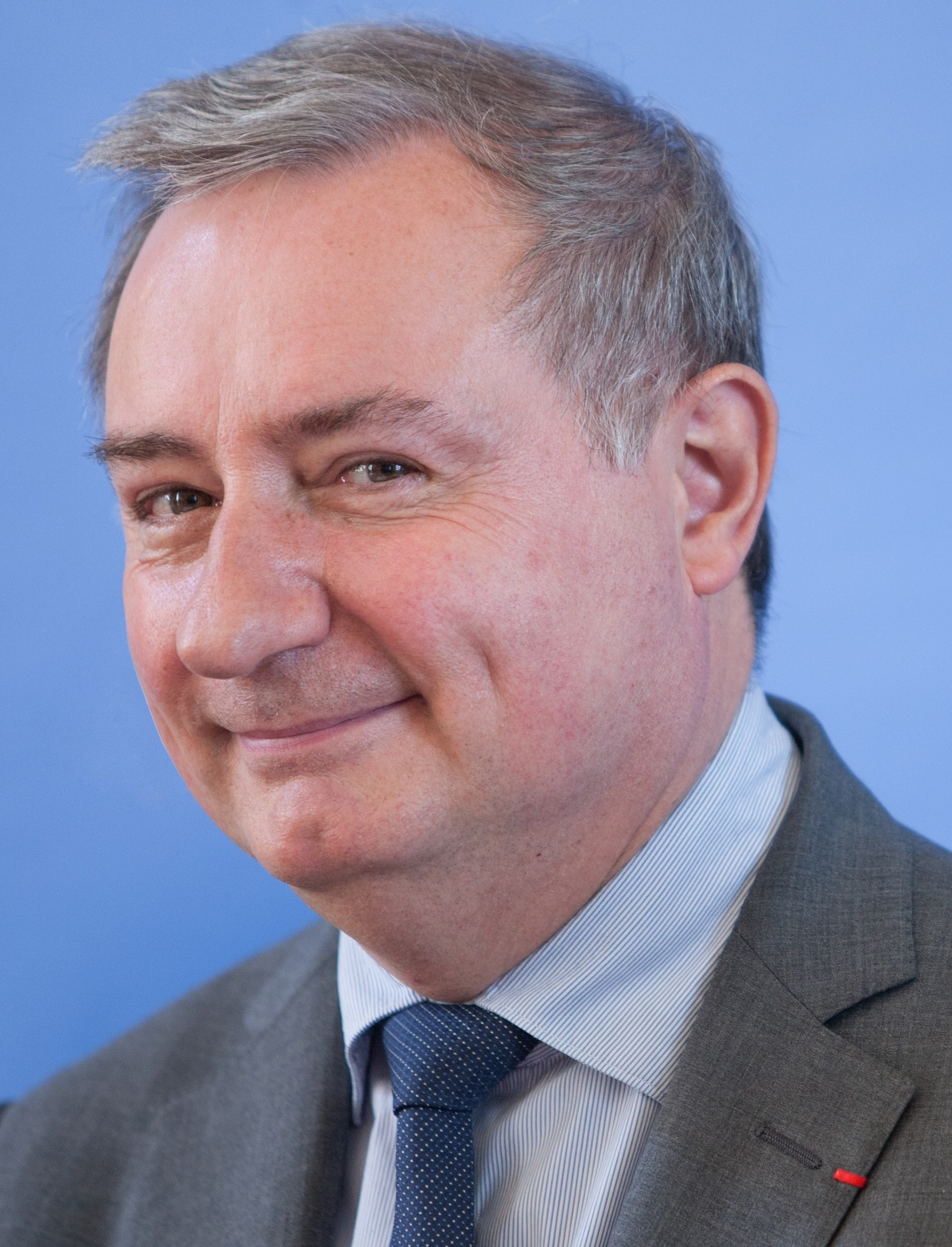
Jean-Luc Moudenc

Jean-Luc Moudenc (geboren am 19. Juli 1960 in Toulouse) ist ein französischer Politiker.
Moudenc war Mitglied des Centre des démocrates sociaux (Zentrums der sozialen Demokraten), der UMP und dann der Les Républicains, einer Partei, die er im November 2022 verließ, ab 1987 war er Mitglied des Stadtrats von Toulouse und wurde 2004 nach dem Rücktritt von Philippe Douste-Blazy zum Bürgermeister der Stadt gewählt; dieses Amt hatte er bis zu seiner Niederlage bei den Kommunalwahlen 2008 inne.
Außerdem war er von 1992 bis 2004 Mitglied des Regionalrats der Region Midi-Pyrénées und von 1994 bis 2008 Mitglied des Generalrats des Départements Haute-Garonne.
Bei den Parlamentswahlen 2012 wurde er zum Abgeordneten im dritten Wahlkreis des Departements Haute-Garonne gewählt. Nach den Kommunalwahlen 2014 kehrte er in sein Amt als Bürgermeister von Toulouse zurück und übernahm den Vorsitz von Toulouse Métropole, woraufhin er von seinem Mandat in der Nationalversammlung zurücktrat. Seit 2017 ist er außerdem Generaldelegierter von La France audacieuse, seit 2014 Präsident der Association des maires de grandes villes de France und von 2015 bis 2020 Präsident der Association France urbaine, bevor er deren erster Vizepräsident wurde. Nach den Kommunalwahlen 2020 wurde er erneut zum Bürgermeister von Toulouse gewählt.

## Kindheit, Jugend, Ausbildung
Er verbrachte seine Kindheit in Toulouse, nachdem er zuvor in Vitry-sur-Seine gelebt hatte wo sein Vater arbeitete. Er besuchte das Lycée polyvalent du Mirail-Rive gauche. Nach seinem Abitur in Geisteswissenschaften studierte er an der Universität für Sozialwissenschaften in Toulouse und erlangte einen DESS-Abschluss in Arbeitsrecht und Personalmanagement. Während seines Studiums war er Vorsitzender der studentischen Krankenkasse SMESO.

## Politischer Werdegang
Ende 1977 begann Jean-Luc Moudenc, sich politisch zu engagieren. Im Alter von 17 Jahren trat er dem Centre des démocrates sociaux (CDS) bei. Im Jahr 2002 trat er dann der UMP bei, die die Ideen der drei großen Familien der Rechten und des Zentrums vereint. Er gehört der zentristischen und humanistischen (christdemokratischen) Tendenz an. Im Dezember 2010 übernahm er den Vorsitz der UMP für das Departement Haute-Garonne.
1987 wurde er Stadtrat von Toulouse auf der Liste von Dominique Baudis, der damals Bürgermeister von Toulouse war. Er war für die „Beziehungen zu den Studentenverbänden“ zuständig.
1992 wurde er auf der Liste von Marc Censi zum jüngsten Regionalrat der Region Midi-Pyrénées gewählt. Er initiierte den „Plan Université 2000“, der die Umnutzung der ehemaligen Tabakfabrik, die Universitätsinstitute der Universität Paul Sabatier, den Ausbau des Institut national des sciences appliquées (INSA) und die Ansiedlung der Landwirtschaftsschule ermöglichte. Außerdem war er an der Ausarbeitung der UNESCO-Klassifizierung des Canal du Midi beteiligt.
1994 wurde er zum Generalrat des Kanton Toulouse-9 gewählt (der die Stadtteile Sauzelong, Pont des Demoiselles, Montaudran und Terrasse sowie die Gemeinde Ramonville umfasst). Er wurde der jüngste Generalrat des Départements Haute-Garonne. Im Jahr 2001 wurde er mit 57 % der Stimmen in den Generalrat wiedergewählt und trat von seinem Regionalmandat zurück.
1995 wurde er auf der Liste von Dominique Baudis wiedergewählt, der ihm daraufhin die Zuständigkeit für den städtischen Nahverkehr anvertraute. Er wurde Präsident des Unternehmens Semvat, das den Verkehr im Großraum Toulouse verwaltet.
Von 1998 bis 2001 war er Vizepräsident des SMTC, des Syndicat mixte des transports en commun, der später in Tisséo umbenannt wurde, und regte die Ausarbeitung des Plan de déplacements urbains an, der die Verkehrsentwicklung des Großraums von 2001 bis 2012 strukturierte. Er leitete außerdem das Projekt zur Schaffung der U-Bahnlinie B in Toulouse und begann mit den Arbeiten an der Straßenbahnlinie T1 in Toulouse.
Im Jahr 2001 wurde er dritter Stellvertreter für städtische Verkehrsmittel und Stadtplanung und überwachte mehrere städtebauliche Maßnahmen wie das Val de Limayrac, die Ponts-Jumeaux, und die Avenue de Lombez und gab Impulse für die Projekte Cartoucherie, Montaudran, Niel und Borderouge Nord.

## Bürgermeister von Toulouse

### Erste Amtszeit

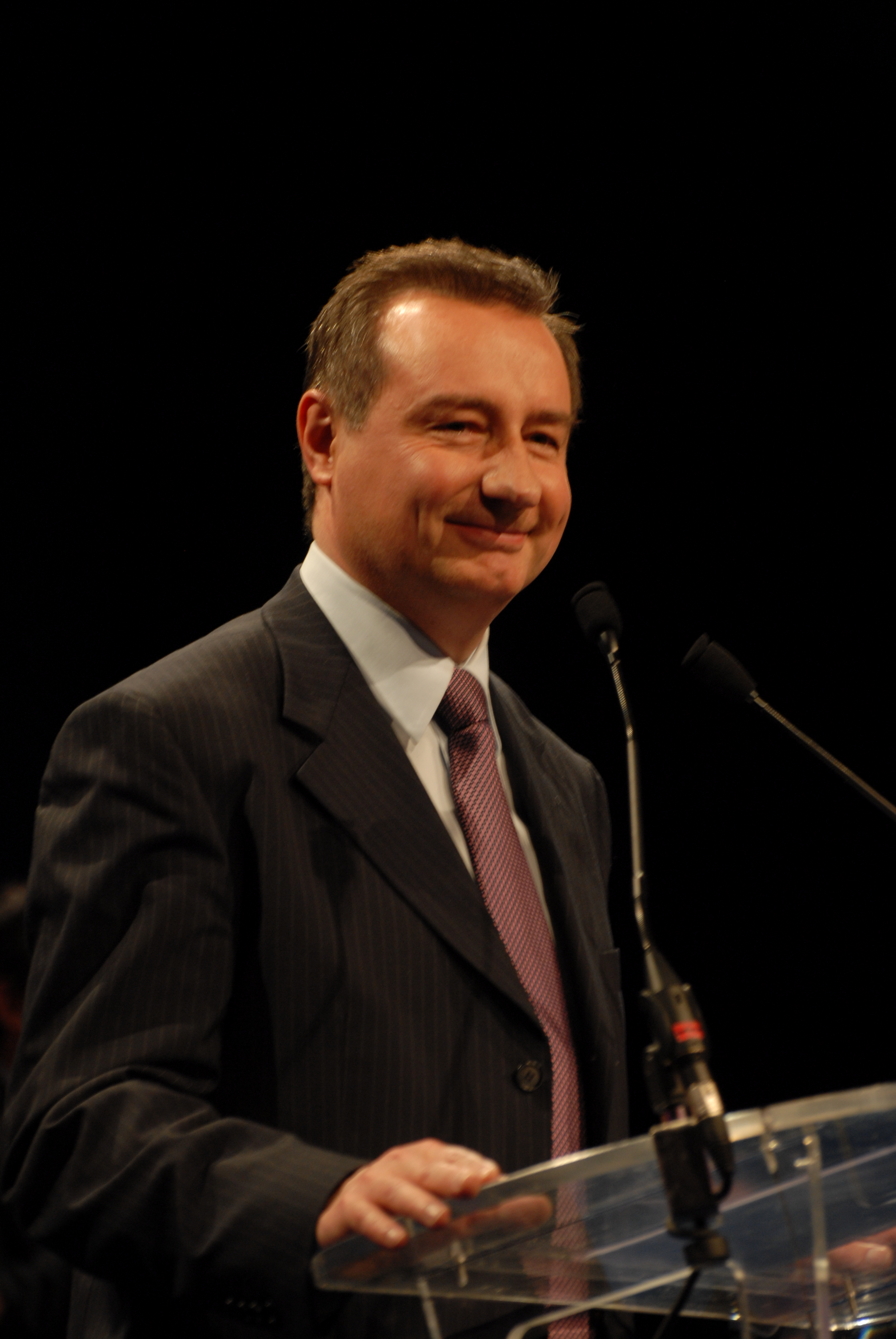
Jean-Luc Moudenc auf einer Wahlversammlung anlässlich der Kommunalwahlen in Toulouse 2008.

Am 6. Mai 2004 wurde Moudenc zum Bürgermeister von Toulouse gewählt, nachdem Philippe Douste-Blazy, der in die Regierung berufen wurde, zurückgetreten war.
Im sozialen Bereich bewirkte er fast eine Verdoppelung des Städtebauprogramms Grand projet de ville für Problemviertel, wobei die Schulsanierung und der Bau von Kindertagesstätten und anderen Einrichtungen in den Vierteln Vorrang hatten. Die Fußgängerzone in der Rue d'Alsace-Lorraine wurde eingeführt und im Stadtzentrum wurde mehr Platz für Fahrräder geschaffen.
Im Dezember 2007 führte er die Selbstbedienungsfahrräder unter der Bezeichnung VéloToulouse in allen Stadtteilen ein.
Im kulturellen Bereich eröffnete er das renovierte Naturkundemuseum, die vergrößerte Cité de l'espace und das Maison de l'occitanie. 2007 initiierte er den Umzug des Messegeländes und die Umwandlung der Île du Ramier in eine „Freizeitinsel“ sowie die Gestaltung der Ufer der Garonne für Fußgänger und Radfahrer.
Im ersten Wahlgang der Kommunalwahl 2008 erhielt Moudenc 42,60 % der Stimmen. Im zweiten Wahlgang erzielte er 49,58 % und verlor die Wahl gegen den Sozialisten Pierre Cohen.
Er wurde Stadtrat und ab Februar 2009 Gemeinschaftsrat im Gemeindeverband Grand Toulouse. In der Stadt Toulouse wurde er Führer der städtischen Opposition.
Im Juni 2008 wurde er von Nicolas Sarkozy in die Allgemeine Wirtschafts- und Finanzkontrolle (CGefi) berufen. Nach einer Pause von Oktober 2019 bis Juli 2020, während des Kommunalwahlkampfs, nahm er seinen Posten wieder auf.

### Erneut Bürgermeister von Toulouse
Er kandidierte 2014 für das Bürgermeisteramt von Toulouse und führte eine Liste mit der Bezeichnung Union de la droite an. Seine Liste lag im ersten Wahlgang mit 38,2 % an der Spitze gegenüber 32,3 % für den sozialistischen Bürgermeister Pierre Cohen, gegen den er bereits 2008 angetreten war. Im zweiten Wahlgang gewann die von ihm angeführte Liste mit 52,06 % der Stimmen gegen die Liste von Pierre Cohen, der 47,94 % der Stimmen erhielt.
Toulouse ist damit die größte Stadt, die damals von der Rechten zurückerobert wurde. Jean-Luc Moudenc wurde am 4. April auf der ersten Sitzung des neuen Stadtrats formell zum Bürgermeister gewählt. Am 24. April wurde er Präsident des Gemeindeverbands Toulouse Métropole.

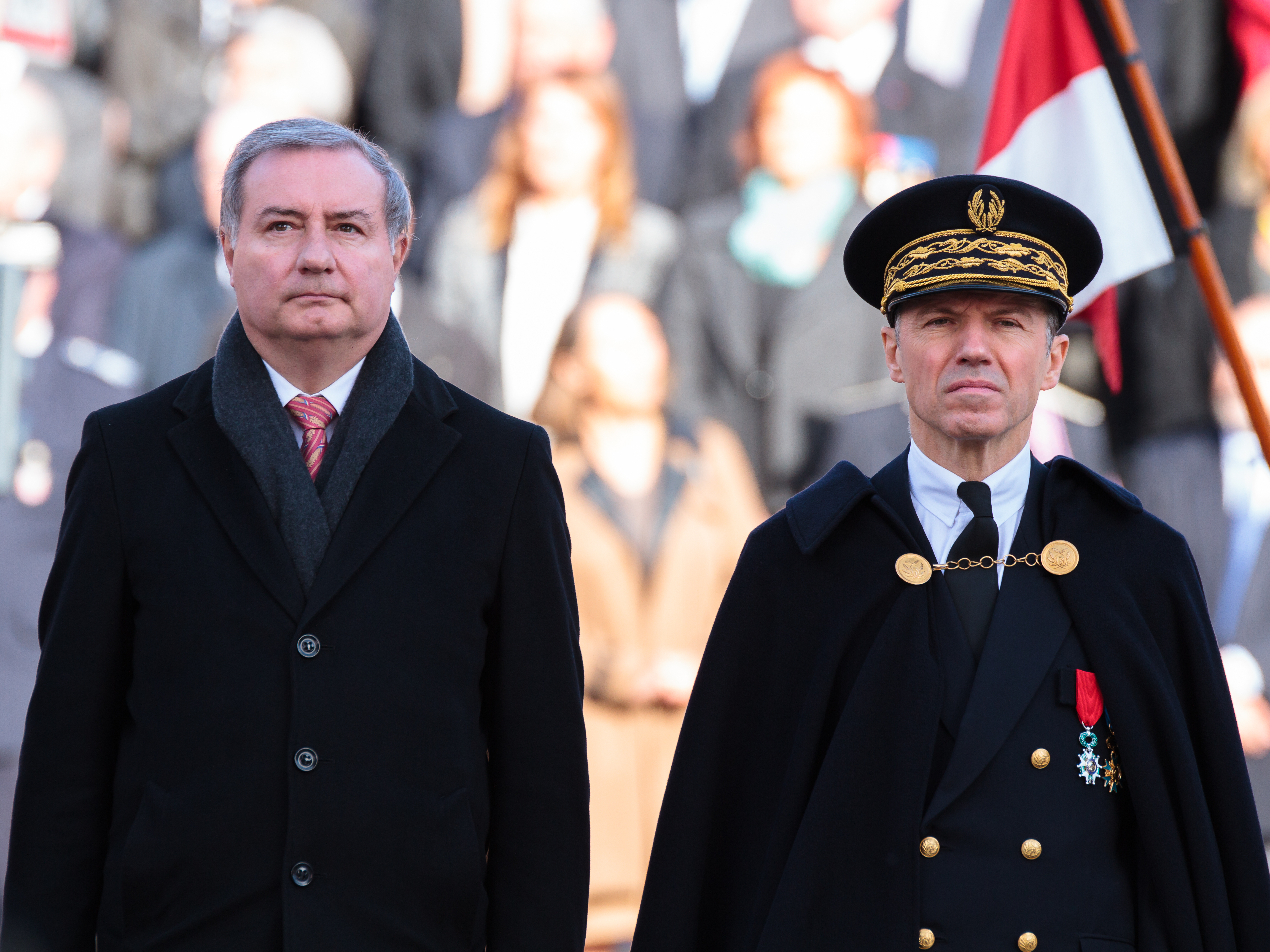
Jean-Luc Moudenc und der Präfekt Pascal Mailhos während der Feierlichkeiten zum 11. November 2014 in Toulouse.

Gleichzeitig trat er, wie versprochen, von seinem Mandat in der Nationalversammlung zurück. Er blieb bis Juni 2016 ohne Verwendung im Wirtschafts- und Finanzministerium: Dann wurde er per Erlass der Allgemeinen Wirtschafts- und Finanzkontrolle zugewiesen.
Er ließ die kostenlose Schulkantine für die 7000 Schüler abschaffen, deren Eltern weniger als 1300 Euro im Monat verdienen.
Für die Kommunalwahlen 2020 erhielt er zunächst die Nominierung von La République en marche, später auch von seiner eigenen Partei, den Republikanern. Er forderte die Bildung eines Teams jenseits der „parteipolitischen Spaltungen des nationalen politischen Lebens“. Seine Liste erreichte im ersten Wahlgang, der am 15. März 2020 stattfand, mit 36,18 % der Stimmen den ersten Platz. Im zweiten Wahlgang trat er gegen die Liste Archipel citoyen unter der Leitung von Antoine Maurice an, die 27,56 % der Stimmen erhielt und von 16 Gruppierungen unterstützt wurde, darunter La France insoumise, Europe Écologie Les Verts, Parti communiste français, Parti socialiste und Génération.s. Da er im Gegensatz zur gegnerischen Liste nur über begrenzte Stimmenreserven verfügte, erschien er in einer schwachen Position; in zwei Umfragen wurde ihm prophezeit, er werde knapp verlieren. Während das Journal du dimanche ihn als Kandidat für einen möglichen Eintritt in die Regierung im Falle einer Umbildung darstellte, versicherte er, dass er, falls die Toulouser ihm „am 28. Juni erneut ihr Vertrauen aussprechen“ würden, „natürlich einen möglichen Vorschlag, in die Regierung einzutreten, ablehnen würde“.
Seine Liste gewann den zweiten Wahlgang der Kommunalwahlen mit 51,98 % der Stimmen gegenüber 48,02 % für die Liste Archipel Citoyen. Er war eine der wenigen rechten Politiker in einer Großgemeinde, die bei dieser Wahl gewannen. Am 3. Juli wurde er als Bürgermeister wiedergewählt. Wie schon 2014 war seine Kampagne die teuerste in ganz Frankreich: 597.438 Euro laut den von der CNCCFP bestätigten Konten, fast 30 % mehr als 2014. Außerdem gab er vor dem offiziellen Start des Kommunalwahlkampfs im Rahmen seiner Kleinstpartei Pour Toulouse 270.000 Euro aus, ein Betrag, der in seiner Wahlkampfabrechnung nicht berücksichtigt wurde und „in keinem Verhältnis zu den Mitteln steht, über die seine Konkurrenten verfügten“, so MediacitésIl.
Am 7. November 2022 kündigte er seinen Austritt aus den Republikanern an, wobei er die „Verkrustung“ und „Rechtsentwicklung“ der Partei anprangerte.

## Parlamentsabgeordneter für  Haute-Garonne
Im Oktober 2011 kündigte Moudenc seine Kandidatur für die Parlamentswahlen im dritten Wahlkreis des Departements Haute-Garonne an. Er trat gegen 12 Kandidaten an, darunter der Bürgermeister von Balma, Alain Fillola, und François Simon (Kandidat der Grünen, der von der PS unterstützt wurde). Im zweiten Wahlgang gewann er mit 50,41 % der Stimmen gegen François Simon.
In der Nationalversammlung saß er im Ausschuss für nachhaltige Entwicklung und Raumordnung. Er war außerdem stellvertretender Vorsitzender der Studiengruppen „Luftfahrtindustrie“ sowie „Städte und Vorstädte“ und Mitglied der Studiengruppen „Regionalsprachen“ und „Binnenwasserstraßen und multimodaler Verkehr/Kanäle“.
Da er nicht gleichzeitig Parlamentarier und Beamter im aktiven Dienst sein konnte, verließ er die Allgemeine Wirtschafts- und Finanzkontrolle.
Wie etwa 50 seiner Kollegen beschäftigte er seine Frau als parlamentarische Mitarbeiterin.
Nach seiner Wahl zum Bürgermeister von Toulouse trat er von seinem Abgeordnetenmandat zurück und löste damit eine Nachwahl aus, bei der Laurence Arribagé, seine Stellvertreterin in der Nationalversammlung, gewählt wurde.
Jean-Luc Moudenc stimmte gegen die Gesetzesvorlage mit der Bezeichnung loi de 2013 ouvrant le mariage aux couples de personnes de même sexe und war Mitunterzeichner der Klage beim Verfassungsrat gegen das Gesetz, mit dem es eingeführt wurde. Außerdem nahm er an den Manif pour tous („Demos für alle“) teil.

## Weitere Wahlämter
Am 20. Mai 2014 wurde Moudenc mit 46 Stimmen zum Präsidenten des Verbands der Bürgermeister von Großstädten in Frankreich gewählt, während Jean-Louis Fousseret, Bürgermeister (PS) von Besançon, 39 Stimmen erhielt.
Am 6. November 2015 wurde Jean-Luc Moudenc einstimmig zum Präsidenten von France Urbaine gewählt, einem Zusammenschluss der Leiter von Metropolen und Agglomerationsgemeinschaften, der aus der Fusion der AMGVF (Association des Maires des Grandes Villes de France) und der ACUF (Association des Communautés Urbaines de France) hervorgegangen ist. Mit 96 Mitgliedern aus allen politischen Richtungen, die fast 30 Millionen Einwohner vertreten, hat France Urbaine das Ziel, das Thema Stadt bei den öffentlichen Behörden und allen Bürgern zu fördern. Mediapart berichtete 2020, dass diese Funktion Jean-Luc Moudenc „zu einem bevorzugten Gesprächspartner des Élysée-Palastes macht, mit dem er ein eher herzliches Verhältnis unterhält“. Am 20. September 2020 trat Johanna Rolland seine Nachfolge als Leiterin von France Urbaine an.

## Ehrungen (Auswahl)
- Offizier der Ehrenlegion
- Ritter des Ordre du Mérite agricole